# Henri Nouveau
Henri Nouveau, né Heinrich Neugeboren le 6 mars 1901 à Kronstadt dans l'empire austro-hongrois et mort le 12 janvier 1959 à Paris, est un artiste français du XXe siècle, compositeur, peintre, aquarelliste et collagiste.

## Biographie
Henri Nouveau naît le 6 mars 1901 à Kronstadt (aujourd'hui Brașov en Roumanie),.
Son père est architecte et sa mère musicienne. Il fait ses études secondaires à Budapest avant de revenir dans sa ville natale. En 1914, lorsque la Transylvanie est rattachée à la Roumanie, il prend la nationalité hongroise.
Entre 1921 et 1925, il étudie à l'Académie de musique de Berlin, la composition avec Paul Juon et le piano avec Egon Petri. Il commence à peindre vers 1923 et fréquente à Berlin le cercle des artistes gravitant autour de Der Sturm. Il produit des gouaches et des pastels rapidement exécutés dans un style géométrique abstrait, notamment inspiré par le surréalisme poétique.
Entre 1925 et 1927, Henri Nouveau vit à Paris et travaille la composition avec Nadia Boulanger à l'École normale de musique. Il revient ensuite à Berlin, visite en 1928 à Dessau le Bauhaus, où il rencontre Klee et Kandinsky. Il publie dans le journal de l'école un article sur le rôle de la musique et sa relation avec la création d'œuvres d'art en trois dimensions. Il expose un projet de conception d'une œuvre monumentale en l'honneur de la Fugue en mi bémol mineur de Bach, dans laquelle les notes seraient matérialisées sur la toile par une « transposition scientifique d'un système d'écriture à un autre ». C'est cette ébauche qui inspire un monument en hommage à Bach réalisé ultérieurement à Leverkusen,.
Entre 1925 et 1930, il réalise plusieurs tableaux-collages non figuratifs, dans un style qui évoque Moholy-Nagy. À compter de 1929, Nouveau s'installe définitivement à Paris, où sa première exposition, en 1930, est un échec. Il prend ses distances avec le mouvement Abstraction-Création, connait une période surréaliste entre 1934 et 1936, et se rapproche d'un autre artiste hongrois vivant à Paris, Lajos Tihanyi.
Comme compositeur, il est l'auteur de plusieurs lieder et pièces de musique de chambre, dont des œuvres joués dans les années 1930 au Triton, à la Société musicale indépendante ou à la Radiodiffusion.
Après la Seconde Guerre mondiale, Nouveau se lie d'amitié avec Francis Picabia. Il délaisse le collage pour se consacrer à la peinture. Sur les conseils de Picabia, il participe au Salon des réalités en 1946. En 1948, il abandonne la composition. Esthétiquement, ses œuvres graphiques évoluent progressivement vers une conception géométrique de l'abstraction, non dénuée « d'un humour plastique-poétique ». À l'invitation de Raymond Bayer il participe à des réunions des Musicalistes.
Il meurt le 12 janvier 1959 à Paris,.

## Œuvre
L'ensemble de l'œuvre d'Henri Nouveau compte plus de sept cents peintures, une cinquantaine de partitions musicales, la rédaction d'un journal intime, tenu régulièrement à partir de 1916, ainsi que des nouvelles.
Il est cité par Brassaï dans ses Lettres à mes parents, p. 245 et 246, sous le nom de Heinrich Neugeboren.

## Expositions
Henri Nouveau a participé à des expositions collectives à Zurich, Stockholm et Berlin. À partir de 1946, ses œuvres sont fréquemment présentées au Salon des réalités nouvelles de Paris, dont il est membre. Un hommage en son honneur y est d'ailleurs organisé en 1959.
Parmi les autres expositions collectives, il est présent au Salon des surindépendants, au Musée d'Art moderne de Paris en 1946, aux Galerie Maeght et Galerie Denise René en 1947, au Museu de Arte Moderna de São Paulo en 1949, à la Galerie Arnaud à Paris avec le groupe abstrait (Domela, Dewasne, Deyrolle, Pillet) en 1951, au musée de Darmstadt en 1954, au musée de Toulon en 1956, au Musée de Saint-Étienne en 1960, chez Annely Juda Gallery à Londres en 1971, 1972 et 1973, à la Galerie Liatowitsch, à Bâle, en 1972 et 1973, à la Galerie Franka Berndt à Paris en 1986 (Beöthy et l'avant-garde hongroise), à Neue Galeries de Cassel (L'avant-garde hongroise dans la République de Weimar) en 1987.
Comme expositions personnelles, à la suite de celle de 1930, réalisée sur la recommandation de Theo Van Doesburg, suivent des expositions à la Galerie Colette Allendy en 1946 et 1950, à la Galerie Arnaud à Paris ainsi qu'une exposition itinérante en Allemagne avec Francis Bott en 1951, et à la Galerie Aujourd'hui, à Bruxelles, en 1955.